# Ntumbachushi-Fälle
Die Ntumbachushifälle des Ngona, eines Nebenflusses des Luapula, sind Wasserfälle in Sambia. Sie liegen zwischen Kawambwa und Mbereshi, wo eine der ältesten Kirchen Sambias steht.

## Beschreibung
Die Ntumbachushifälle fallen in einem ehemaligen Vulkankrater. Sie sind 40 Meter hoch und haben tiefe Pools. Sie liegen 18 Kilometer westlich von Kawambwa, 20 Kilometer von der Talstraße, kosten Eintritt und sind ausgeschildert. 